# 菅野直
菅野直（日语：かんの なおし，1921年10月13日—1945年8月1日）是大日本帝國海軍第70期军人，也是第二次世界大战的王牌飞行员，他在二战之中拥有官方72架的击坠纪录。战争最后因行踪不明被认定已经死亡而被追晋两个阶级，最終階級为海军中佐。

## 生平
菅野直生于1921年（大正10年）9月23日，父亲赴任警察署长之前在朝鲜龙口出生（现朝鲜平壤近郊）。1929年，因父親身體不佳，辭去警察署長的工作，一家人搬回到日本本土，父母出生的故乡宫城县伊具郡枝野村（现在的角田市），之后两名最小的妹妹也在当地出世。菅野家中一共有5个兄弟姐妹；一个兄长、一个姐姐和两个妹妹，菅野直排名第三。菅野对优等生的兄长敬爱有加，兄弟姐妹之间也没有吵架。有直到中学一年级（旧制，相当于现在的初二）还和大他七岁的姐姐一起睡的事迹。他对于兄长和姐姐的话相当顺从，在哥哥被欺負時會毫不猶豫替他報仇。他曾在七、八岁时用一把小刀杀死一只猛犬，与同年龄的小孩相比较粗暴。
不過小學時的菅野在學校非常乖巧，照他高年級時的導師的說法，是個會覺得自己不足而放學留下來練習、在老師忙碌、農人忙碌時會去主動幫忙的成熟孩子。他和該導師關係也非常好，常常去導師家居住，師母形容就如同一家人一般和樂融融。導師則說，非常惹人疼愛，沒遇過這麼好的學生。
与强悍的性格相反，他在学校里的成绩非常好，这与他的家教严格有关，因此养成了阅读习惯，经常学习到深夜，并以第一名的成绩入读角田中学，在学校内拥有一定的人气。他擁有旺盛體力，甚至在考前陪同學玩到夕陽西下，半夜再自己起床苦讀。同學們都不知道他是何時讀書的。他的同级生形容他：「做事很奇特，我们想都不敢想。如果吵架的话绝对不会输，修身和品行方面也许不太好，但是人气是非常高的」。此外，菅野直是一位喜欢短歌的文学青年，他在中学时，倾心于石川啄木的诗歌，并和同学组成文学社团，幾個文學同好也時常會去對方家裡拜訪，討論文學以及哲學。他张贴在文艺栏上的短歌曾被河北新报选上。升上中学4年级后，由于经济上的原因，让他放弃了学业，并和兄长说「哥哥还是上大学比较好，我将成为军人」。
讓菅野直傾心從軍的，還有他在中學時的井上教官。他被教官華麗的軍服所吸引，在日記中寫下堅定從軍之心等的話語。井上教官為人正直，常常和學校高層起衝突，也就會在學校中樹立敵人。仰慕教官的菅野，曾在學校聽到老師說井上教官的壞話，激憤的他便帶人圍毆該教師，而因此被停學幾日。
菅野参加了陆军军官学校和海军学校的考试，但是陆军方面由于身高不足而没有及格。另一方面，海军学校方面及格，于1938年12月作为第70期学生入学（同期有「特攻第一號」关行男、「最後的特攻」中津留达雄、角田中学的同级生小岛光造等）。1941年11月15日毕业后，作为少尉候补生被分配到榛名號戰艦和扶桑號戰艦的乘员组。

### 飞行学生时期
1942年6月1日，菅野正式被任命为少尉，同时被任命为第38期飞行学生，进行海军航空的教育。1943年2月，从飞行学生毕业后，加入专门修整战斗机的大分海军航空队接受延长教育。在进行模拟空战时，航空队的教官岩下邦雄轻松地取下了训练生们的后方射击位置。教官的「好啦，擊落你啦。」的言語引發了菅野的好勝心，於是菅野在下次模拟空战中，越是追逐就越急速接近，岩下判断危险后放松了追击速度，结果反而被菅野取下了后方射击位置。岩下对此表示：「我和菅野在军校也是同一个分队，他是个不怎么引人注目的男人，但在进行空战训练时，他会毫不犹豫地接近对方，甚至会想撞到对方。他的做法看起来很粗暴，因此给人留下了很深的印象，总觉得他好像是个非常粗暴的男人」。
菅野在训练时也经常阅读教科书，并很快学会了翻筋斗和垂直回旋的飞行技术，在射击方面的成绩也很优秀。在飞行学校学生时代，他曾多次由于粗暴的操作损坏了机体，因此海军的同期为菅野取名「破坏者」的绰号，这个绰号在海军航空队中也响负盛名。据海军同期的香取颖男说：「訓练的机体中总有四、五架被损坏、九六式艦上攻擊機也有二、三架，另外零戰也损坏了。无论哪个飞机着陆时，都会好像成为事故一样，这的确像菅野的风格」。菅野在一次着陆事故中，发生飞机翻覆，造成机体报废的严重事故。不过，在机体翻覆时，菅野用瞬间的判断保护了头部平安逃出，没有受到严重伤害。

## 战历生涯
1943年9月15日，菅野进驻厚木海军飞行基地，担任守备工作。1944年2月，担任第343海军航空队（“隼”部队）分队长。4月进入南太平洋，率领木更津海軍航空隊的24架飞机空运到天宁岛，途中发现有机体失散后紧急降落。在报告完毕后，他单独驾驶飞机前往搜索。
菅野在空战时是那种「在能看清对方飞行员」的距离上攻击座舱的战术的典型代表。在雅浦岛作战时，曾有过用自机的机翼撞击B-24轟炸機的尾翼的惊人举动。
菅野每天在帕劳迎击大型轰炸机时，设计出一套攻击大型轰炸机的战法；从前上方取得敌机1000米以上的高度，垂直突入敌编队的背面上方死角攻击（即一击脱离战术）。但是，从轰炸机后部机尾通过时，由于后座机枪的弹幕，会有被击中的危险。为了避免与敌机的冲突，机体必须垂直穿过轰炸机的前方。虽然轰炸机的机枪位置无法锁定射击，但是撞击的危险性很高，需要很好的反射神经和冒险精神才能攻击。菅野使用这个方法与数架僚机一起实行，他的机体的黄色条纹花样在美军飞行员们之间被命名为「黄色战斗机」。后来被菅野传授了这个战术的同期森冈宽说：「他教给我们的前上方背面垂直攻击，在302海军航空队也经过反复训练，在1944年11月开始的B-29超级堡垒轰炸机迎击作战中发挥了作用。」

### 第201海军航空队时期
1944年7月10日，第343海军航空队（隼部队）解散后，菅野担任新成立的第201海军航空队的飞行分队长。
从7月10日到23日，第201海军航空队的派遣队在西太平洋的雅浦岛上空进行迎击美国陆军航空军轰炸机的任务，取得击落17架（有9架不确定性击落）击破46架的战果，受到第1航空舰队司令官的表彰。在这次战斗中，菅野搭乘的零式战斗机将一架B-24轰炸机的垂直尾翼撞散后，B-24失控撞向了另外一架B-24，成功击落2架B-24。菅野提出的对大型轰炸机的战术发挥了效果。但是他的队友松尾哲夫和富田隆治在迎击B-29超级堡垒轰炸机的对决中战死，1945年2月1日，两名队员被晋升两个阶级。之后菅野在一次飞行任务中被机枪击伤大腿，被迫退出前线，前往菲律宾接受治疗。在手术过程沒有使用麻醉药的情况下，菅野因为疼痛使手术一时中止，但随后他进入冥想状态，面不改容到缝合伤口结束时，都不发出一言一语。
1944年10月，菅野因为在前线工作的时间较长，第201海军航空队飛行長中島正产生了想讓菅野回到日本本土的打算，同时为了测试航空队所接收的零战52型，他被下达了与部下笠井智一等人一同前往群马县太田市的中岛飞机制作所的命令。菅野带着接收的零式战机飞回菲律宾时，不小心降落到别的基地，而被当地的司令官斥责。結果菅野連同部下故意將機尾朝向司令部帳篷，接著引擎全開將帳篷吹飛，揚長而去。
1944年10月25日，菅野的海军同期关行男成为特别攻击队（神风特攻队）「敷岛队」的队长。在這之前，菅野直曾是玉井淺一腦中出現的第一人選，不過因不在現場（上一段落所提的出差）而不得不放棄這選項。菅野直知道關行男代替他執行任務之後，有些寂寞地表示「應該由我執行關的任務...。」。不过，海军的高层认为菅野的飞行技术很好，对付大型轰炸机的战术也很有效，因此不让他参加特攻作战。菅野之后再三报名加入神风特攻队的申请都被海军部一一否决。
1944年10月27日，菅野报名参加第二次神风特攻队“忠勇队”的掩护任务。但因天氣多雲及敵方對空砲火非常猛烈的情況下，難以確認戰果。在报告作战成果的时候，第201海军航空飞行队长中岛正提出质问：「作战成果太大，是不是搞错了，去莱特岛的特攻队是不是真的去冲撞了，你們有好好看著嗎？」，這是在質疑對特攻隊員的犧牲精神以及直掩隊員的努力。菅野愤怒地将腰上的手枪向地板开了五枪，并表示：「我们在进行直接掩护和检查战果的时候，也是使用与特攻飞行员一样的自杀精神，并禁止特攻飞行员使用降落伞设备。」笠井智一和其他人也对这样的说词感到愤怒，菅野自己的右脚大拇指被子弹掠过，但是枪击事件最后当成子弹暴炸来处理。菅野和队友在宿舍饮酒排解特攻作战忧郁的时候，司令部对他们提出「吵闹」的投诉，菅野怒吼「对于连明天的生命都不知道会怎样的飞行员来说什么」，让现场的气氛一度沉默。
他曾親眼看過角田和男的遭遇。角田和男和隊友因為飛機故障而在第201海军航空队的基地迫降。卻只因為特攻隊缺一個人而被要求從他們之中挑一個加入特攻隊。菅野對於這種強迫式的特攻非常不以為然。也因此看到了特攻的不光明面。
1944年11月，菅野乘搭飞机转任宿务岛时，他被要求从部下中派遣一名志愿者参加特攻部队，但被他拒绝，并声称如果可以的话，他会亲自去。由于驻守在宿务岛的部队获得新的零式战斗机補充，菅野于是乘搭九六式陸上攻擊機返回马尼拉，但是在途中被美军P-38袭击，九六式陸上攻击机的操控员告知乘员：「已经不行了，诸位，请死心吧」，菅野向操控员表示「滚开，由我操控」交换了九六式轰炸机操纵控制，成功摆脱了敌机的追击。但是机体受损，被逼在卢邦岛上紧急降落，之后紧急逃离就要爆炸的九六式陸上攻擊機。在卢邦岛上等待救援的几天里，菅野在岛上渡过了像是国王般的生活，并对岛上原住民自称「我是日本的王子菅野」， 受到原住民的敬爱。
玉井浅一司令决定招集包括菅野在内的17人进行掩护特攻的作战。菅野对此充满干劲，他被编入第3航空舰队直属的第252海军航空队，担任下次使用特攻兵器樱花导弹的掩护任务，但是运送樱花导弹的运输船在中途被击沉，任务也因此中止。

### 剑部队时期

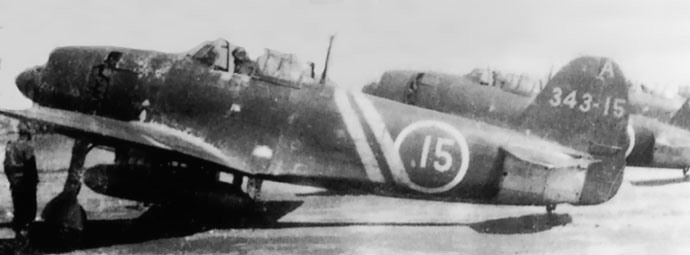
第343海军航空队时期，菅野的常用机，「343-A-15」号机。

1944年12月，菅野担任第343海军航空队（统称“剑”部队）的新选组（“战斗三〇一”）队长。剑部队这个名称，是菅野和八木隆次在公开征集的方案中被选出。菅野为了吸引敌人，在自己的紫电改上画了黄色的条纹花样，其他飞行队长也跟着模仿。菅野经常在最前线作战，并一直停留到空战最后为止，在空战中也会一边掩护受损的部下撤离。当笠井智一受伤的时候，菅野像是对待亲弟弟一样地担心，直到伤势痊愈为止都不承认归队。
菅野直其實渴望愛情。他曾對同僚宮崎勇的妻子說「太太，也幫我找個伴侶嘛」、「好想要一個能讓人緩緩放鬆的家庭啊...。」但在「想要愛人」以及「不希望留下年輕寡婦」、「不能有依戀對象，以免影響戰鬥心情」的拉扯下不了了之。
源田实司令对菅野的勇猛果敢和空战技术评价很高，在编成第343海军航空队的时候，最先浮现在脑海中的人物就是他。菅野与其他的飞行队长鸳渊孝和林喜重的关系像是兄弟一样好，菅野与林喜重作为同一个飞行队长也有相互竞争的感觉，曾有在B-29超级堡垒轰炸机空袭时，两人比赛坐在椅子上，忍耐谁先闪避的逸闻。第343海军航空队副队长中岛正中佐称他们3人是航空队中的「智将鸳渊、仁将林喜重、猛将菅野」。
1945年3月19日，第343海军航空队首次战役在九州岛上空迎敌（松山上空战）。4月15日，菅野的部下杉田庄一战死。杉田在战历上是菅野的前辈，对他深深地表示着敬意。杉田战死的时候，菅野陷入了情绪低落。源田实司令向菅野承诺，会派遣给他不输给杉田的僚机，最后海军高层编入武藤金义做他的僚机。武藤对此承诺「只要我在，就一定不会让队长死的」。7月24日，武藤金义在「吴军港空袭」中战死。
由菅野设计的对付大型轰炸机的战术是与数架僚机一起协同击落而被敌人所惧怕。但是，由于危险性很高，鸳渊孝大尉、林喜重大尉都不赞成这个方法。林在一次作戰失敗後和菅野吵了架，並聲稱不打下一架敵機就不回來。菅野也不多加阻止，只是把這件事告訴源田實司令和志賀淑雄飛行長。菅野和林喜重大尉发生了口角后的第二天4月21日，林喜重战死了。听到这个消息的菅野后悔不及的说：「当初不该说那样的话……。」

### 最后战役
1945年（昭和20年）8月1日，为了迎击北上空袭的B-24轰炸机编队，菅野率领的20多架紫电改从基地出击。到达屋久岛附近后，在岛的西方发现了B-24轰炸机的编队。菅野当天由于座机发生故障，他用了备用的「343-A-01」号机出击， 而不是他常用的「343-A-15」号机。
在这次战斗中，菅野所属的战斗301飞行队，二号机堀光雄曹长的无线电中传出队长的信息；「我，机枪樘爆炸。我，菅野一番。」听到这个消息的僚机立刻向下方视察，发现队长的机体右侧太陽旗位置被击穿了一个大洞。堀光雄停止了战斗，转向护卫菅野队长的飞机。不过，菅野面向敌人再三指示，要求僚机立刻返回战场，不必守护他。菅野愤怒地突出拳头指示僚机，要他离开，堀光雄没办法只好返回了战斗空域。据说堀光雄在那个瞬间，看到菅野一直是愤怒形态的表情缓和了。由于菅野打来的电报说「绝对不能空战」，于是堀光雄朝着菅野所在的空域前进，但是在天空的任何地方都找不到他的踪迹。在海军和陆军持续不断的搜索下，也未发现菅野的行踪。在这天的战斗中，包括菅野在内的3架飞机沒有归航。
根据同日美军的战斗记录，当天进行任务的B-24轟炸機报告说没有击落任何敌机。但是在近邻空域，以P-51戰鬥機编队的报告说「与四式戰鬥機的空战中击落4架」。但是日本陆军方面声称，当天没有四式战斗机在该空域的战斗记录，因此可以认为是美军误认了机体和战果，这也可以被认为是第343海军航空队在该空域的战斗记录。志贺淑雄在8月10日的认证书上将菅野直的战死记载为“从1015高度的优势中受到6架P-51戰鬥機的奇袭而壮烈战死”。可是，最后看到菅野直的堀光雄曹长说没有看到一架P-51，因此菅野是被击落还是自爆，战后仍然不明。
菅野在行踪不明的情况下迎来了战争的结束，9月20日，源田实司令将管野在空战中战死具体情况申述报告后，被正式认为在8月1日战死，他被晋升两个阶级，最终阶级为海军中佐。他在南方战线上的个人击落总共30架。在343海军航空队的个人击落18架，协同击落24架，总计击落72架。
菅野留下的遗物基本上都在大战中被烧毁了，但是从中学第3学期开始到海军学校及格（1937年1月1日-1938年11月9日）的日记还残留着。在靖国神社的游就馆内展示着作为他生前使用的钱包。戒名是『隆忠院功誉義剛大居士』。

## 评价
对于菅野直在航空队的评价，品川淳大尉（343海军航空队整备分队长）说：「最初见面的印象是傲岸不逊的男人，后来的（“战斗七〇一”）飞行队长鸳渊孝大尉和（“战斗四〇一”）飞行队长林喜重大尉则非常绅士，从某种意义上来说，他就像是不同颜色的存在一样。」担任二号机的田中弘中尉评价说：「头脑和技術都很好，虽然有急性子的一面，但是很爽快。」田村恒春评述说，「不仅仅是斗志，他还很缜密。擅长空战的风评也好，游玩也很豪爽」。樱井荣一郎则形容说「是个坦率不拘泥于阶级的人」。宫崎勇评价菅野直是剑部队3名队长中最年轻和最调皮豪迈的一位。根据笠井智一的评价，菅野一但发现敌人的位置，就会喊「菅野一號、菅野一號。發現敵機、發現敵機。」接著拋下列機勇猛果断的前进，虽然要跟上他很辛苦(所以除了菅野僚機杉田庄一以外，他們也不跟了)，但这样的队长在其他部队都不存在，对部下很温柔，也沒有责骂任何部下，是一个很好的上司。
菅野也很敬佩作为司令的源田实大佐，在菅野和队员们在海军宿舍喝酒吵闹时被司令部抱怨了好多次时，菅野怒斥回对方「有什么吵闹的」，结果司令部少将和几个随行参谋找上门，菅野踢飞了餐桌上的料理，坐在上面，其他人的脸色都发青了。少将训诫道「算了吧，快回去吧」，于是众人就解散回去了。第二天，源田实司令在基地内与少将谈风说笑着，源田一看到菅野他们就说：「你们昨天好像很有精神，只是跟他们打了招呼，那件事就没有问题了。」此外，菅野曾经带着宫崎勇擅自外出前往温泉时，与源田实司令在温泉相会。对于擅自外出的明显的违反行为，源田实司令也只是好声打招呼说「温泉很好，小心返回」，菅野对此非常钦佩他，不顾忌阶级的差距称他「源田大叔」。菅野回应了源田司令的知遇，在战斗中发挥了出众的表现。据说源田实在失去了菅野直的时候，也像是失去了弟弟一样的感觉。
在剑部队中受到源田熏陶的菅野说「不会去参加特攻部队」。在菲律宾指挥特攻的中岛正就任副队长时，他担心第第343海军航空队的成员会不会被用于特攻，于是菅野拜托源田实大佐，让第343海军航空队成员不会被用于特攻作战，并提议让中岛正转任。
菅野直在中学的朋友的形象中， 只要听到他的活跃表现，就会觉得很像菅野的风格。但也有人认为，中学时代的他热烈谈论石川啄木的诗歌，给人一种文学少年的志向，对于他在军队的形象差距感到吃惊。管野直曾经在给中学同学的信中写道：「我羡慕像你一样在大学里埋头研究的生活，战争结束后我也想过那种安静的生活。」
撰寫菅野直傳記『最後的擊墜王』的碇義朗則表示，在妹妹及曾經的文學同好玉澤幸男眼中，他是一位非常纖細、溫柔的男子。玉澤也認為他擁有文藝志向。也許菅野直在軍中的轉變，是因為想忠實於在戰爭中自己的任務，才會表現得和本來的自己背道而馳。

## 相关作品

### 图书
- 千叶彻弥在1963年7月至1965年1月连载的漫画紫電改のタカ（日语：紫電改のタカ），以实名人物被绘制的角色。

### 影视
- 2016年动画漂流武士主要角色之一。
- 强袭魔女第三季（无畏魔女），联合军第502统合战斗航空团“BRAVE WITCHES”王牌飞行员「管野直枝」的原形人物